# Harharu
Harharu (w transliteracji z pisma klinowego Ḫar-ḫa-ru, w transkrypcji Ḫarḫaru) – król Asyrii, w Asyryjskiej liście królów wymieniony jako jeden z 17 królów, którzy mieszkali w namiotach.